# Семплоделія
Семплоделія (або також — семплоделіка (англ. sampledelia) — музика на основі семплів, яка використовує семплери або подібні технології для розширення методів запису психоделії 1960-х. Семплоделія використовує «дезорієнтуючі, деформуючі сприйняття» маніпуляції з аудіо семплами або знайденими звуками за допомогою таких технік, як подрібнення, зациклення або скретчингу. Техніка семплоделії широко застосовується в таких стилях електронної музики та хіп-хопу, як трип-хоп, джангл, пост-рок та пландерфоніка.

## Характеристики
Семплоделія описує різноманітні стилі, які передбачають використання семплерів для маніпулювання та відтворення привласнених звуків, часто взятих ззовні знайомих контекстів або з іноземних джерел. Поширені техніки включають подрібнення, зациклення або розтягування в часі, використання знайдених звуків з фокусом на тембрі. Артисти часто поєднують музичні фрагменти з різних джерел та епох, акцентуючи на ритмі, шумі та повтореннях, а не на традиційному мелодійному та гармонійному розвитку. У 1990-х роках також розвинулося комп'ютерне семплування, коли звуки обробляються у «віртуальному просторі» жорсткого диска. Семпли можуть використовуватися як за їхніми музичними якостями, так і за культурними асоціаціями.
За словами критика Саймона Рейнольдса, семплоделічна музика розвиває методи запису психоделії 1960-х років, коли артисти відмовилися від «натуралістичних» практик запису на користь використання студійних технік та ефектів для створення звуків, яких неможливо було досягти під час живого виконання. Рейнольдс виділяє дві протилежні тенденції серед артистів-семплоделістів: постмодерністську та модерністську, де перші розглядають семплінг як форму колажу та відсилання до попарту, а другі підходять до нього як до оновлення технік звукових маніпуляцій та трансформацій конкретної музики. Теоретик Кодво Ешун описав семплоделію як своєрідну міфологію, в якій «звуки відірвалися від джерел [і] замінили собою світ», викликаючи досвід «синтетичної дефаміліаризації».

## Походження

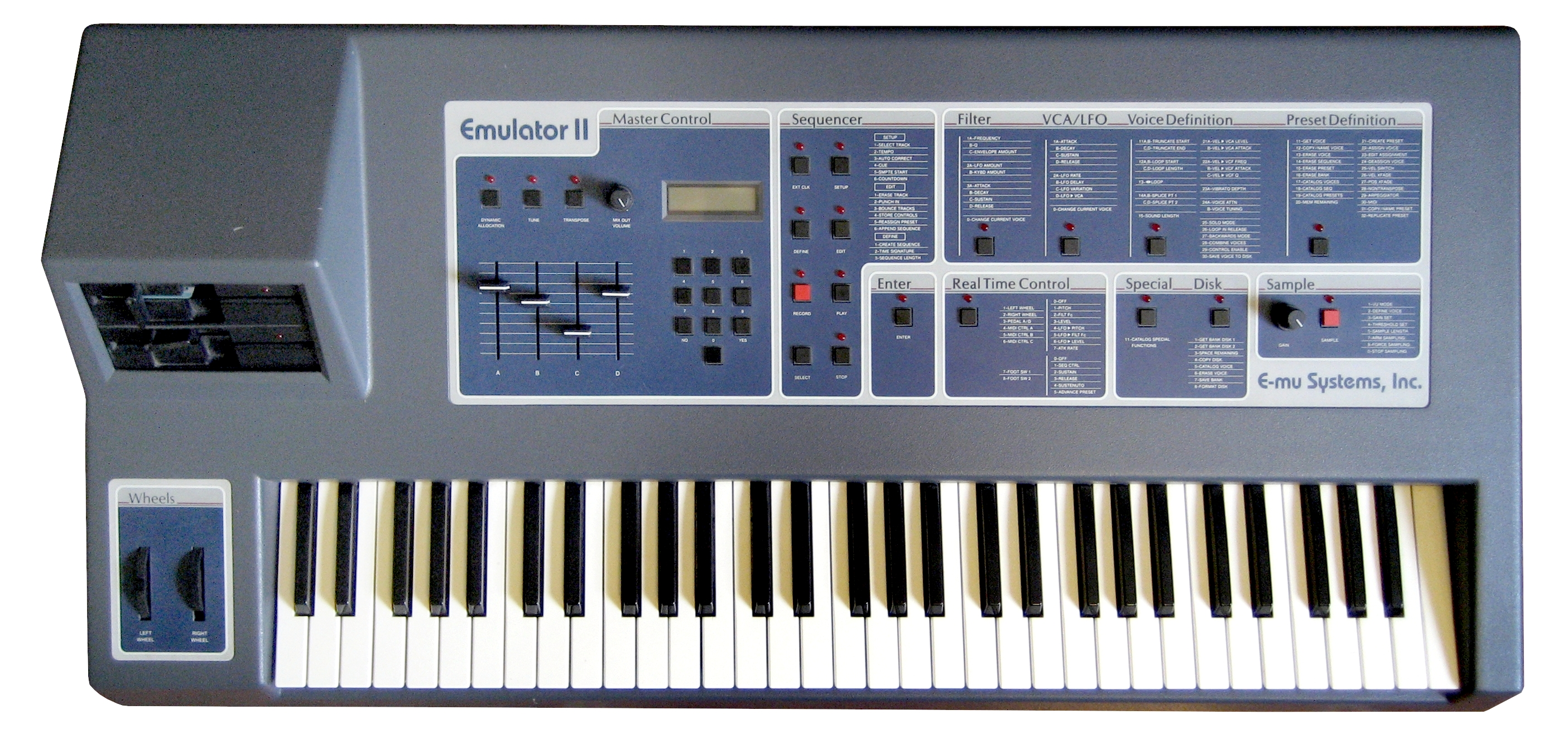
E-mu Emulator II (1984) був раннім, дешевим цифровим семплером, який використовували хіп-хоп продюсери 1980-х років.

Ранні практики семплування беруть свій початок у танцювальній музиці кінця 1960-х років, зокрема у ямайському дабі. Критик Саймон Рейнольдс зазначає, що ранні техніки семплування використовували такі виконавці артроку, як Браян Іно, Кейт Буш та Пітер Ґебріел (останні двоє — на дорогому Fairlight CMI), а альбом Іно та Девіда Бірна My Life in The Bush of Ghosts (1981) став віхою у цьому жанрі. Однак він стверджує, що початок ери семплів ознаменувався придбанням реп-продюсерами дешевших семплерів, таких як E-mu Emulator та Ensoniq Mirage. За словами дослідниці Джоанни Терези Демерс, розвиток техно в Детройті на початку 1980-х років призвів до того, що музиканти почали використовувати недорогі семплери для включення нереферентних семплів.
Семплінг був включений у діджейські та студійні підходи хіп-хопу такими артистами, як Mantronix, Eric B & Rakim та Art of Noise, а до 1987 року британські гурти, такі як Coldcut, M/A/R/R/S, S'Express, створювали колажі семплів під брейкбіт, поєднуючи відчуття хіп-хопу та хаусу. Такі хіп-хоп альбоми кінця 1980-х, як It Takes a Nation of Millions to Hold Us Back (1988) гурту Public Enemy, 3 Feet High & Rising (1989) гурту De La Soul та Paul's Boutique (1989) гурту Beastie Boys, стали прикладом семплоделічного стилю виробництва, який використовував звуки з різних джерел для створення «запаморочливого, імпресіоністичного цілого, що нагадувало амбітну психоделічну еру року кінця 60-х», перш ніж закон про авторське право ускладнив такий підхід. У 1985 році Джон Освальд винайшов термін «пландерфоніка», щоб описати підхід, який розглядав семплінг як «самосвідому практику», що ставила під сумнів поняття оригінальності, ідентичності та «смерті автора]».

## Подальший розвиток
Рання музика на основі семплів часто включала відверті інтерполяції відомої музики, що викликало критику та занепокоєння з приводу авторських прав, але в 1990-х роках стиль став більш витонченим, а виконавці приховували свої джерела, частково, щоб уникнути юридичних наслідків. Такі артисти, як A Guy Called Gerald, Techno Animal та The Young Gods підійшли до семплування з більш модерністським поглядом, ніж Освальд. За словами теоретика Кодво Ешуна, семплоделічні техніки використовували такі артисти, як Tricky і RZA з Wu-Tang Clan і Gravediggaz. Такі гурти 1990-х, як Position Normal і Saint Etienne, також використовували семплоделічний підхід для дослідження забутих елементів англійської культури. Такі альбоми, як Throbbing Pouch (1995) від Wagon Christ і Endtroducing..... (1996) DJ Shadow є видатними роботами 1990-х років у цьому стилі.
Австралійський гурт the Avalanches продовжив семплоделічний підхід DJ Shadow у своєму альбомі Since I Left You 2000 року. Pitchfork описав альбом Panda Bear 2007 року Person Pitch як такий, що «міцно стоїть у семплоделічному каноні» поряд з Since I Left You та Paul's Boutique. У XXI столітті такі жанри, як чилвейв, вивели семплоделічну музику на нову територію, включивши в неї ретро-стилі, такі як яхт-рок.